# Севек, Алдын-оол Такашович
Севек Алдын-оол Такашович (27 октября 1963 года, Моген-Бурен, Тувинская АССР) — Народный хоомейжи Республики Тыва (2007).

## Биография
Севек Алдын-оол Такашович родился 27 октября 1963 года в селе Моген-Бурен Монгун-Тайгинского района Тувинской АССР третьим сыном в семье аратов.
В 1970 году начал учиться в Моген-Буренской средней школе. В Тувинскую государственную филармонию он попал сразу после школы в 1981 году. Отслужив в 1983-1985 гг. на Дальнем Востоке, будучи артистом ансамбля «Саяны», заочно выучился в училище искусств на факультете «культпросвет работы». Прошел стажировку в Ленинградской эстрадной студии, как солист-вокалист оригинального жанра. В составе Тувинского национального ансамбля песни и танца «Саяны» Севек побывал в разных городах России, в том числе за границей. Ему и посчастливилось гастролировать по странам Европы вместе с фольклорным ансамблем «Тыва». В 1998-1999 годы бессменным руководителем, лидером группы «Ят-Ха», Альбертом Кувезином Севек был приглашен работать в тувинскую музыкальную группу «Ят-Ха». Принимали участие на различных фестивалях и конкурсах, объездили таких стран, как Голландия, Англия, Швеция, США. В 1997 году Севек вернулся в свое родное село и преподавал хоомей в Детской музыкальной школе.

## Творчество
Алдын-оол Севек — единственный хоомейжи, исполнение которого при всем старании до сих пор никто в мире не смог скопировать. Он научился горловому пение у своего отца, играть на хомусе у своей матери. Своим наставником и первым учителем Севек считал соседа-чабана, которого все звали Бора-Шокар Бодаган (Иргек-Бодаган Хертек) родом из Шуя. С 9 лет начал выступать перед зрителями. Когда учился на 10 классе, он участвовал на Республиканском фестивале «Хоомей», стал дипломантом I степени. В 1986 году стал дипломантом II степени Международного фольклорного фестиваля СССР. Ради встречи с Севеком многие приезжали из Японии, Америки, Европы. В 2003 году он стал обладателем Гран-При 4-го Международного Симпозиума «Хоомей — феномен культуры народов Центральной Азии». Такое решение приняло жюри во главе с музыковедом Валентиной Сюзюкей, прослушав 14 ансамблей и 93 исполнителей хоомея из Тувы, Финляндии, Норвегии, Японии, Англии и США. После 2007 года Алдын-оола Севек получил множество наград: Народный Хоомейжи Республики Тыва, лауреат номинации «Серебряный голос Азии» на Международном фестивале «Голос Азии» в Казахстане, орден «Дружбы народов России», медаль МНР «Отличник культуры».
Алдын-оола Такашович скончался в 2011 году после тяжелой болезни.

## Семья
Родители: Такаш Салчакович и Дыртык Маймановна. В семье было 8 детей, пять сыновей и 3 дочери. Он был третьим ребёнком. Жена — Саяна Сотовна. Севек был отцом трех дочерей и троих сыновей.

## Награды и звания
- Орден Дружбы (11 ноября 1994 года) — за большие заслуги перед народом, связанные с развитием российской  государственности, достижениями в труде, науке, культуре, искусстве, укреплением дружбы и сотрудничества между народами[6]
- Народный хоомейжи Республики Тыва (13 февраля 2007 года) — за большой вклад в развитие и пропаганду горлового пения в республике и многолетний плодотворный труд[7]
- дипломант I степени Республиканского фестиваля «Хоомей»
- обладатель Гран-При 4-го Международного Симпозиума «Хоомей — феномен культуры народов Центральной Азии» (2003)
- лауреат номинации «Серебряный голос Азии» на Международном фестивале «Голос Азии» в Казахстане
- медаль МНР «Отличник культуры»